# Filofteia Antonescu
Filofteia Antonescu (n. jumătatea sec. al XVIII-lea – d. 1833) a fost o schimonahie de la Mănăstirea Pasărea, mama Sfântului Ierarh Calinic de la Cernica.
A fost canonizată ca sfântă de Sfântul Sinod al Bisericii Ortodoxe Române în ședința sa din 1 iulie 2025, cu titulatura „Sfânta Cuvioasă Filofteia de la Pasărea, mama Sfântului Ierarh Calinic de la Cernica” și prăznuirea în ziua de 12 aprilie.